# Künstlernobilitierung
Der Begriff Künstlernobilitierung bezeichnet die Erhebung eines Künstlers in den Adelsrang, sie ist eine Form des Personaladels. Das erste Zeugnis eines geadelten Künstlers geht auf das Jahr 1289 zurück und stammt aus Neapel.

## Titel
Spätestens seit dem 14. Jahrhundert war es für Maler, Bildhauer und Baumeister in vielen Ländern möglich, einen Rittertitel (eques) verliehen zu bekommen. Künstler konnten auch den Titel eines Pfalzgrafen (Comes Palatinus) erhalten. Sodoma und Tizian wurden sogar auf den Rang eines Comes Palatinus Sacri Lateranensis erhoben, der nur vom Kaiser verliehen werden konnte.

## Motivation
Im 16. und 17. Jahrhundert kam es zu einer starken Verbreitung der Künstlernobilitierung. Zuvor war sie den Bürgerinnen und Bürgern adliger Herkunft vorbehalten. Begründet wurde die Adligung eines Künstlers meist mit seiner Tugendhaftigkeit. Es gibt unterschiedliche Motive für die Verleihung eines Adelstitels an einen Künstler.
Der Adelsrang war zum einen eine Form der Vergütung. So wurden Künstler für ihre Arbeit bezahlt, indem die Auftraggeber sie nobilitierten. Die Künstler Leone Leoni und Baccio Bandinelli wurden zum Beispiel als Entschädigung für Auftragswerke von Karl V. in den Ritterorden von Santiago aufgenommen.
Weiterhin wollten einige Herrscher ihre Künstler hoffähig  machen, um sie an andere Höfe schicken zu können, zunächst einmal Zutritt zu erhalten und würdig vertreten zu werden. Die Entsendung eines geadelten Künstlers an einen anderen Hof verlieh ihm den Eindruck eines „vertrauenswürdigen Abgesandten.“
Mit dem Adelstitel erhielt der Künstler Privilegien wie beispielsweise Steuerfreiheit und das Recht, eine Waffe tragen zu dürfen. Adligen war es nicht mehr gestattet, als Handwerker zu arbeiten. Die Vergabe eines Adelstitels an einen Künstler ist ein Zeichen für die Emanzipation der Kunst vom Handwerk.
Auch im 19. Jahrhundert gab es noch viele Fälle von Künstlernobilitierung.